# Andreas Geiss
Andreas Vitus Geiss (* 5. Juni 1964 in New York City) ist ein deutscher Schauspieler. Er spielt seit 2012 den Benedikt Stadlbauer in der Serie Dahoam is Dahoam des Bayerischen Rundfunks. Er wuchs in der Oberpfalz auf. Mit seiner brasilianischen Ehefrau hat er zwei Kinder.

## Filmografie (Auswahl)
- Versteckte Kamera
- Der Bulle von Tölz: Berg der Begierden
- Die Rosenheim-Cops
- Tatort
- Aktenzeichen XY … ungelöst
- 1993: Screen Two
- 1994: Ärzte: Dr. Schwarz und Dr. Martin
- 1996: Der Trip
- 1996. Charley’s Tante
- 1997: Verkehrsgericht
- 1998: Das merkwürdige Verhalten geschlechtsreifer Großstädter zur Paarungszeit
- 1998: Der Bulle von Tölz: Berg der Begierden
- 1999: Das verflixte Babyjahr – Nie wieder Sex?!
- 2000: Zimmer mit Frühstück
- 2000: Bei aller Liebe
- 2006: Zwei zum Fressen gern
- 2007: SOKO München
- 2013: Der Bergdoktor
- 2007, 2009 und 2014: Die Rosenheim-Cops
- seit 2012: Dahoam is Dahoam[2][3]
- 2023: Gipfeltreffen